# Textricella plebeia
Textricella plebeia är en spindelart som beskrevs av Forster 1959. Textricella plebeia ingår i släktet Textricella och familjen Micropholcommatidae. Inga underarter finns listade i Catalogue of Life.